# Mélovin
Mélovin (kunstnernavn for Костянти́н Микола́йович Бочаро́в, tr. Kostjantín Mikolájovitj Botjaróv; født 11. april 1997) er en ukrainsk sanger og sangskriver, som repræsenterede Ukraine ved Eurovision Song Contest 2018 med sangen "Under The Ladder". Han opnåede en 17. plads i den europæiske sangkonkurrence. Han vandt den 6. sæson af det ukrainske udgave af X Factor.